# Брага (футбольний клуб)
«Брага» (порт. SC Braga, іноді також вживається назва «Спортінг Брага», порт. Sporting Clube de Braga) — португальський професійний футбольний клуб з Браги, розташованого на півночі країни, заснований 19 січня 1921 року. Гостей приймає на арені «Брага Мунісіпал», що вміщує 30 286 глядачів. «Брагу» іноді називають «Арсеналістас Міньйотус» через схожість форми на форму лондонського «Арсеналу», за що вона і отримала своє прізвисько «каноніри».
Кращим результатом у чемпіонаті Португалії є 2-ге місце в сезоні 2009/10. «Брага» дворазовий переможець Кубка Португалії і фіналіст Ліги Європи сезону 2010/2011.

## Історія
Клуб був заснований 19 січня 1921 року. З 1975 року «Брага» постійно грає в вищій лізі чемпіонату Португалії.
У 2000-их роках «Брага» стала одним з найуспішніших клубів Португалії, що не входять в «велику трійку». Окрім успіхів на внутрішній арені, «Брага» брала участь в Єврокубках, де в 2008 році виграла останній розіграш Кубка Інтертото. Також клуб неодноразово займав четверте місце у найвищому дивізіоні країни, що дало йому право виступати у Кубку УЄФА. У розіграші 2008/09 цього трофею клуб дійшов до 1/8 фіналу, де з мінімальним рахунком поступився французькому «Парі Сен-Жермен».
У сезоні 2009/10 «Брага» зайняла 2-е місце, на 5 очок відставши від «Бенфіки», і вперше потрапила в груповий етап Ліги чемпіонів.
В історії клубу сезон 2010/11 року увійшов як найуспішніший на міжнародній арені. Вибивши у кваліфікаційному раунді шотландський «Селтік» і іспанську «Севілью», «Брага» вперше у своїй історії пробилася у груповий турнір Ліги чемпіонів. Однак, посівши третє місце у своїй групі, «Брага» вилетіла в Лігу Європи. У Лізі Європи 2010/11 «Брага» дійшла до фіналу, вибивши з турніру «Лех», «Ліверпуль», київське «Динамо» і лісабонську «Бенфіку». Але у фіналі «зброярі» поступилися іншим своїм співвітчизникам, «Порту», з рахунком 0:1, єдиний гол у матчі на рахунку Радамеля Фалькао.

## Досягнення
- Чемпіонат Португалії:
  - Віце-чемпіон (1): 2010
- Кубок Португалії:
  - Володар (3): 1966, 2016, 2021
  - Фіналіст (5): 1977, 1982, 1998, 2015, 2023
- Кубок португальської ліги:
  - Володар (3): 2013, 2020, 2024
  - Фіналіст (2): 2017, 2021
- Ліга Європи:
  - Фіналіст (1): 2010-11
- Володар Кубка Інтертото:
  - Володар (1): 2008

## Поточний склад
Станом на 29 квітня 2025
| №  | Поз. | Нац.         | Гравець            |
| -- | ---- | ------------ | ------------------ |
| 2  | ЗХ   | Іспанія      | Віктор Гомес Переа |
| 3  | ЗХ   | Бразилія     | Робсон Бамбу       |
| 4  | ЗХ   | Малі         | Сіку Ніакате       |
| 6  | ПЗ   | Бразилія     | Вітор Карвальо     |
| 8  | ПЗ   | Португалія   | Жуан Моутінью      |
| 9  | НП   | Марокко      | Амін Ель Уаззані   |
| 10 | ПЗ   | Сербія       | Урош Рачич         |
| 11 | НП   | Гвінея-Бісау | Рожер Фернандіш    |
| 12 | ВР   | Португалія   | Тьягу Са           |
| 13 | ЗХ   | Португалія   | Жуан Феррейра      |
| 15 | ЗХ   | Португалія   | Паулу Олівейра     |
| 16 | ПЗ   | Уругвай      | Родріго Саласар    |
| 19 | ЗХ   | Іспанія      | Адріан Марін       |

| №  | Поз. | Нац.       | Гравець                |
| -- | ---- | ---------- | ---------------------- |
| 20 | ПЗ   | Іспанія    | Ісмаель Гарбі          |
| 21 | НП   | Португалія | Рікарду Орта (капітан) |
| 22 | ПЗ   | Уругвай    | Тьяго Ельгера          |
| 26 | ЗХ   | Німеччина  | Брайт Аррі-Мбі         |
| 29 | ПЗ   | Франція    | Жан-Батіст Горбю       |
| 39 | НП   | Іспанія    | Фран Наварро           |
| 50 | ПЗ   | Португалія | Дієгу Родрігіш         |
| 53 | ЗХ   | Португалія | Йонатас Норо           |
| 55 | ЗХ   | Португалія | Франсішку Шиссумба     |
| 77 | НП   | Іспанія    | Габрі Мартінес         |
| 80 | НП   | Португалія | Жуан Васконселос       |
| 91 | ВР   | Чехія      | Лукаш Горнічек         |

## Тренери команди
- Йожеф Сабо (1935–37), (1945), (1953–54)
- Маріо Імбеллоні (1955–56)
- Едуарду Візу (1955–56)
- Йожеф Сабо (1956–57), (1960–61)
- Антоніу Тейшейра (1964–65)
- Хосе Валле (1965–66)
- Руй Сім-Сім (1966)
- Фернанду Каяду (1966–67)
- Хосе Валле (1967)
- Жозе Марія Віейра (1967–68)
- Артур Куарежма (1968–69)
- Федеріку Пассуш (1969)
- Алберлу Перейра (1969–70)
- Жоакім Коїмбра (1970)
- Жозе Карлуш (1975–76)
- Маріу Ліну (1976–77)
- Іларіу Консейсау (1977)
- Маріо Імбеллоні (1977–78)
- Фернанду Каяду (1978–79)
- Іларіу Консейсау (1979–80)
- Маріу Ліну (1980–81)
- Квініту (1981–82)
- Жука (1 липня 1982 – 30 червня 1983)
- Квініту (1983–85)
- Енріке Калісту (1985)
- Умберту Коелью (1 липня 1985–87)
- Мануел Жозе (1987–89)
- Раул Агуаш (1990)
- Карлуш Гарсіа (1990–92)
- Вітор Мануел (1992)
- Антоніу Олівейра (1992–94)
- Нека (1994)
- Мануел Кажуда (1 липня 1994 — 30 червня 1997)
- Фернандо Кастро Сантос (1997–98)
- Вітор Олівейра (1 липня 1998–98)
- Карлуш Мануел (1998)
- Мануел Кажуда (1 квітня 1999 — 30 червня 2002)
- Фернандо Кастро Сантос (2002–03)
- Жезуалду Феррейра (19 квітня 2003 — 8 травня 2006)
- Карлуш Карвальял (10 травня 2006 — 8 листопада 2006)
- Рожеріу Гонсалвіш (13 листопада 2006 — 19 лютого 2007)
- Жорже Кошта (19 лютого 2007 — 30 жовтня 2007)
- Антоніу Калдаш (в.о.) (31 жовтня 2007 — 11 листопада 2007)
- Мануел Мачаду (12 листопада 2007 — 21 квітня 2008)
- Жорже Жезуш (20 травня 2008 — 15 червня 2009)
- Домінгуш Пасієнсія (20 червня 2009 — 30 червня 2011)
- Леонарду Жардім (1 липня 2011 — 30 червня 2012)
- Жозе Пезейру (1 липня 2012 — 30 червня 2013)
- Жезуалду Феррейра (1 липня 2013 — 23 лютого 2014)
- Жорже Пайшан (23 лютого 2014 –23 травня 2014)
- Сержіу Консейсау (2014–15)
- Паулу Фонсека (2015–16)
- Жозе Пезейру (1 липня 2016 — 15 грудня 2016)
- Жорже Сімау (17 грудня 2016 — 26 квітня 2017)
- Абел Феррейра (26 квітня 2017 — донині)